# Bent Neergaard
Bent Thomassen Neergaard (født 26. december 1935) er en dansk direktør, gårdejer og erhvervsmand, officer af reserven.
Han har en Højere Handelseksamen og er direktør for vinimportfirmaet Bent Neergaard A/S samt dansk generalagent for Cyperns største vinproducent, KEO. Neergaard stiftede bekendtskab med Cypern, da han som del af Dronningens Livregiment i Aalborg indgik i det danske bidrag til den fredsbevarende FN-styrke UNFICYP. Han avancerede siden til oberstløjtnant af reserven og blev dekoreret som Ridder af Dannebrog.
Bent Neergaard var fra 1963 bestyrer af Shell-depotet i Stilling og tilbragte femten år hos Dansk Shell, hvor han sluttede som direktør for et datterselskab, og etablerede i 1977 sit eget handelshus, A/S Bent Neergaard, som opererer i Skandinavien. Ud over KEO's vine importerer firmaet alle typer trailere, ligesom det driver et engrosfirma med sportsartikler. Neergaard har også grundlagt den første selvbetjeningsforretning for fødevarer i Skanderborg.
Han har oprettet og er formand for Skanderborg Rideklub samt for Oldenborg- og Frederiksborgcentret i Skanderborg. Initiativtager til dannelsen af Dansk Varmblod. Medstifter og første direktør for Vilhelmsborg 1985-92, formand for bestyrelsen Driftsaktieselskabet Vilhelmsborg 1999-2002, formand for Hippologisk Selskab Vilhelmsborg 2007-2013. Æresmedlem af Dansk Ride Forbund, Dansk Varmblod og Hippologisk Selskab. Medlem af Dansk Ride Forbunds hovedbestyrelse 1970-1985. Tildelt Hippologisk Tidsskrifts initiativpris i 1990. National og International dommer samt teknisk delegeret
Han er desuden Ridder af Dannebrog..[kilde mangler]